# Junkers J 11
Bei dem Flugzeugtyp Junkers J 11 handelt es sich um einen einmotorigen, zweisitzigen Ganzmetalltiefdecker. Der Erstflug erfolgte am 23. Oktober 1918.

## Entwicklung
Aufgrund der Erfahrungen, die man hinsichtlich der Wetterunempfindlichkeit mit der Junkers J 10 gemacht hatte, nahm man an, dass sich diese Art Maschinen auch für den Seeeinsatz eignen würden. Die J 11 basierte direkt auf der J 10, jedoch wurden hier zwei Schwimmer unter dem Rumpf anstatt eines Fahrwerkes montiert, um diesen Typen als Seeaufklärer einsetzen zu können. Nach kleineren Modifikationen an Seitenruder und Kühler überzeugte der Typ. Insbesondere auch die Seeeigenschaften wurden positiv betrachtet. Aufgrund des baldigen Kriegsendes wurden jedoch nur drei Exemplare hergestellt.
Das Flugzeug, militärische Bezeichnung CLS I, wurde von einem 136 kW (185 PS) starken Benz Bz IIIa angetrieben, der eine Höchstgeschwindigkeit von 180 km/h ermöglichte. Die Hauptabmessungen waren geringfügig größer als bei der J 10.

## Technische Daten
| Kenngröße             | Daten                                                      |
| --------------------- | ---------------------------------------------------------- |
| Besatzung             | 2                                                          |
| Flügelspannweite      | 12,75 m                                                    |
| Länge                 | 8,80 m                                                     |
| Höhe                  | 3,22 m                                                     |
| Flügelfläche          | 26,60 m                                                    |
| Flügelstreckung       | 6,1                                                        |
| Flächenbelastung      | 53,38 kg/m²                                                |
| Leistungsbelastung    | 10,44 kg/kW                                                |
| Leermasse             | 915 kg                                                     |
| Zuladung              | 505 kg                                                     |
| Startmasse            | 1420 kg                                                    |
| Antrieb               | ein wassergekühlter Sechszylinder-Reihenmotor Benz Bz IIIa |
| Nennleistung          | 185 PS (136 kW) bei 1400/min                               |
| Höchstgeschwindigkeit | 180 km/h                                                   |
| Marschgeschwindigkeit | 165 km/h                                                   |
| Steigleistung         | 3,0 m/s                                                    |
| Gipfelhöhe            | 5000 m                                                     |
| Reichweite            | 750 km                                                     |